# Geokichla joiceyi
Geokichla joiceyi là một loài chim trong họ Turdidae.